# Допрос (фильм)
«Допрос» (азерб. İstintaq) — художественный фильм 1979 года, снятый на киностудии «Азербайджанфильм». Премьера фильма состоялась в апреле 1980 года в Москве.

## Сюжет
Фильм начинается с информационной заставки, посвящённой июльскому 1969 года Пленуму ЦК Коммунистической партии Азербайджана, на котором произошла отставка Вели Ахундова и избрание первым секретарём ЦК КПА (то есть фактическим руководителем республики) Гейдара Алиева. В истории СССР этот факт подавался как пример активной борьбы КПСС с коррупцией, решительными мерами по наведению законности и порядка в союзных республиках.
Следователь Сейфи Ганиев ведёт дело начальника подпольного галантерейного цеха Мурада Абиева, который признаётся в хищении государственных средств на сумму свыше миллиона рублей.
Абиев обвиняется также в убийстве несовершеннолетней девушки в Риге. Он отрицает свою вину и не называет известных ему преступников, несмотря на то, что ему грозит смертная казнь.
Следователь Ганиев понимает, что за спиной подследственного стоят высокопоставленные лица, но доказательств у него нет. И всё же он стремится добиться от подследственного всей правды, чтобы преступники понесли заслуженное наказание…

## В ролях
- Александр Калягин — Сейфи Ганиев, следователь, капитан юстиции
- Гасан Мамедов — Мурад Мехти оглы Абиев, подследственный, начальник подпольного галантерейного цеха (озвучивал Вячеслав Тихонов)
- Шафига Мамедова — Гюли Ганиева, жена Сейфи Ганиева
- Елена Прудникова — Аян Абиева
- Расим Балаев — подполковник милиции Эльмар
- Тофик Мирзоев — Теймур
- Гасан Турабов — генерал
- Эльхан Агагусейнов — Дадашев
- Евгений Лебедев — сокамерник Абиева
- Гюмрах Рагимов — милиционер
- Агшин Расулов — гардеробщик

## Съёмочная группа
- Сценарист — Рустам Ибрагимбеков
- Режиссёр  — Расим Оджагов
- Оператор — Рафаил Камбаров
- Композитор — Эмин Сабитоглу
- Художник — Фикрет Багиров
- Художник-Фотограф — Toфик Керимов

## Награды
- 1980 — XIII Всесоюзный кинофестиваль в Душанбе: Главный приз по разделу художественных фильмов.[1]
- 1981 — Государственная премия СССР: Ибрагимбеков, Рустам Мамед Ибрагим оглы, автор сценария; Оджагов, Расим Миркасум оглы, режиссёр; Камбаров, Рафаил Алиевич, оператор; Багиров, Фикрет Багир оглы, художник; Калягин, Александр Александрович, исполнитель роли Сейфи Ганиева, Мамедов, Гасан (Абдулгасан) Агамамед оглы, исполнитель роли Мурада, Мамедова Шафига Гашимовна, исполнительница роли Гюли, — за художественный фильм «Допрос» (1979) производства киностудии «Азербайджанфильм».

## Факты
В фильме присутствует ряд анахронизмов. Например, несмотря на то, что действие происходит в 1969 или 1970 году, в кадре появляется памятник Мешади Азизбекову, сооружённый только в 1976 г.
В картине, в кабинете начальника виден кондиционер БК, производство которого началось в 1975 году в Баку. В эпизоде, где Сейфи Ганиев разговаривает с продавцом газет, на витрине киоска видна обложка журнала "Советский экран" с Аллой Пугачёвой, признанной актрисой года в 1979 году.